# NGC 5157
NGC 5157 (również PGC 47131 lub UGC 8455) – galaktyka spiralna z poprzeczką (SBa), znajdująca się w gwiazdozbiorze Psów Gończych. Odkrył ją William Herschel 20 marca 1787 roku. Jest to galaktyka z aktywnym jądrem typu LINER.
W galaktyce tej zaobserwowano supernową SN 1995L.